# Саше (подушечка)

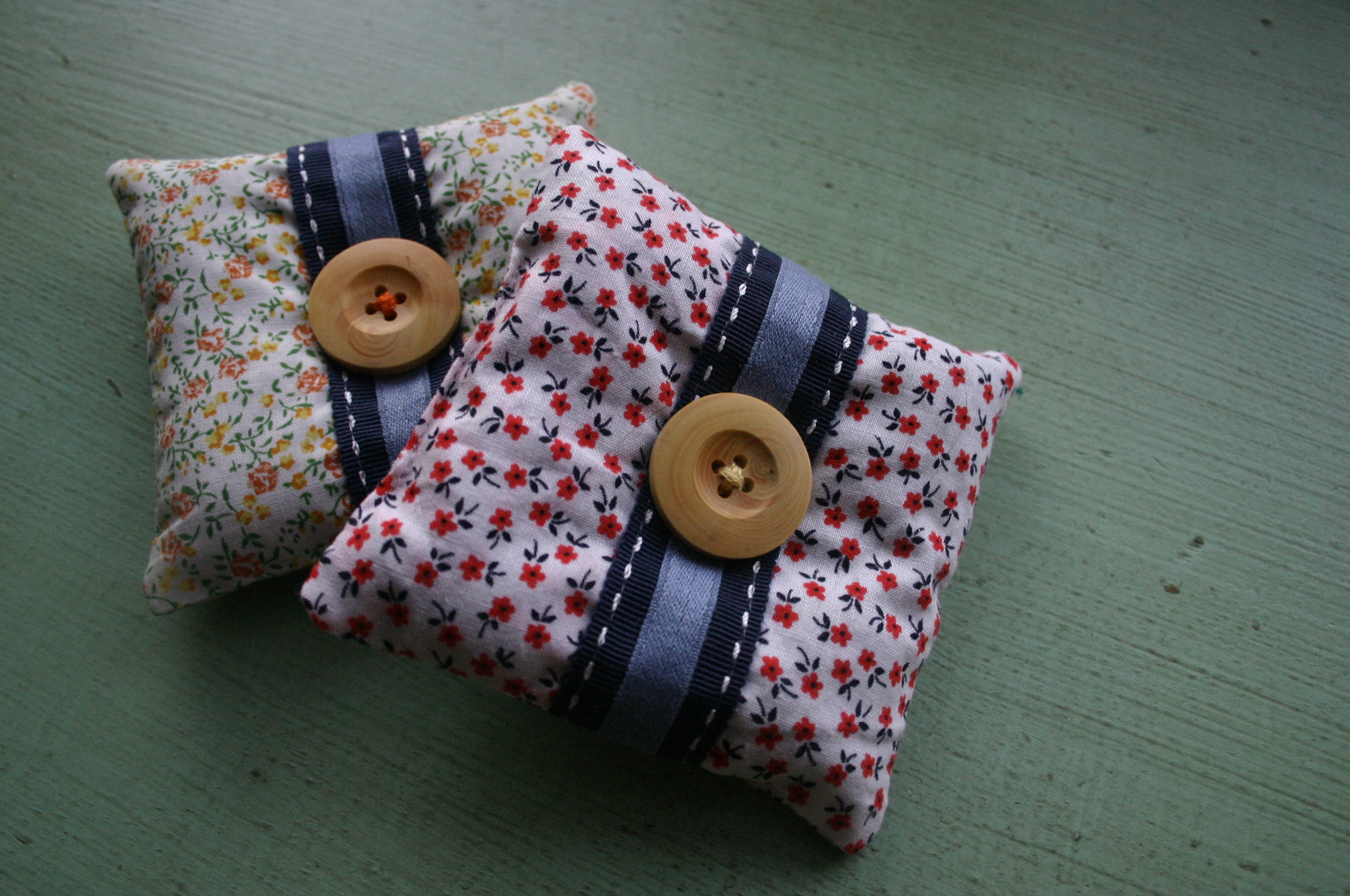
Саше

Саше́ (від фр. sachet — «мішечок») — ароматична подушечка, як правило, з шовкової тканини, наповнена духмяними травами, спеціями. Використовується як елемент постільної білизни.